# Emma Sulkowicz
Emma Sulkowicz (nascida em 3 de outubro de 1992) é uma ativista política e artista performática estadunidense. Enquanto estudante universitária, Sulkowicz conquistou reconhecimento com a obra de arte performática Mattress Performance (Carry That Weight) (2014-2015). Em 2019, ela afirmou ter parado de fazer arte e iniciado um mestrado em medicina tradicional chinesa. 

## Infância e educação
Sulkowicz é filho de Sandra Leong e Kerry Sulkowicz, ambos psiquiatras em Manhattan. Sulkowicz tem descendência chinesa, japonesa e judia. 
Ela frequentou a Universidade de Columbia, onde fez parte da equipe de esgrima Columbia University Lions e graduou-se em artes visuais em 2015.  